# Dmitrij Kalinin
Dmitrij Vladimirovič Kalinin (in russo Дмитрий Владимирович Калинин?; Čeljabinsk, 22 luglio 1980) è un hockeista su ghiaccio russo.

## Palmarès

### Mondiali
- 6 medaglie:
  - 3 ori (Canada 2008; Svizzera 2009; Finlandia/Svezia 2012)
  - 2 argenti (Svezia 2002; Germania 2010)
  - 1 bronzo (Austria 2005)